# Fendt GT

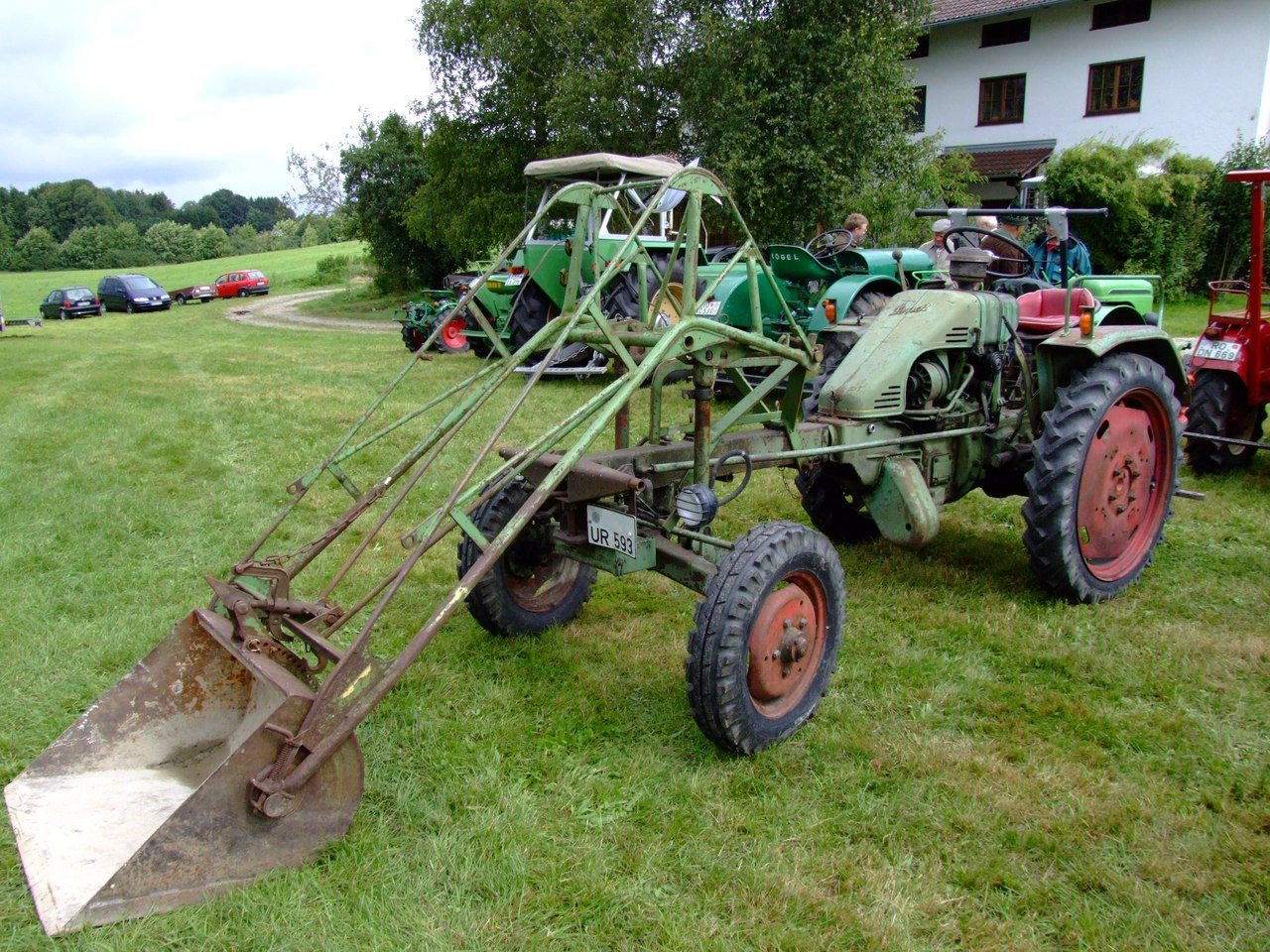
Fendt F 12 GT (1958)

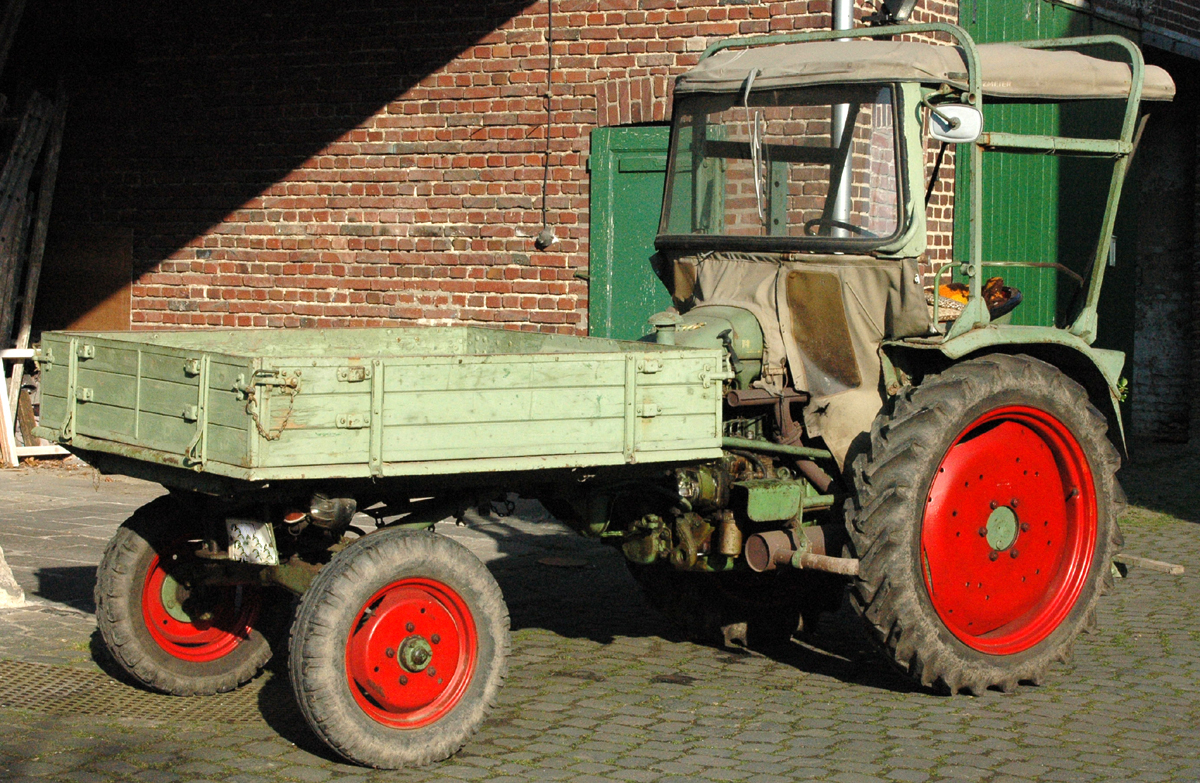
Fendt Geräteträger F 231 GT (1971) mit nachträglich angebauten Überrollbügeln und Verdeck

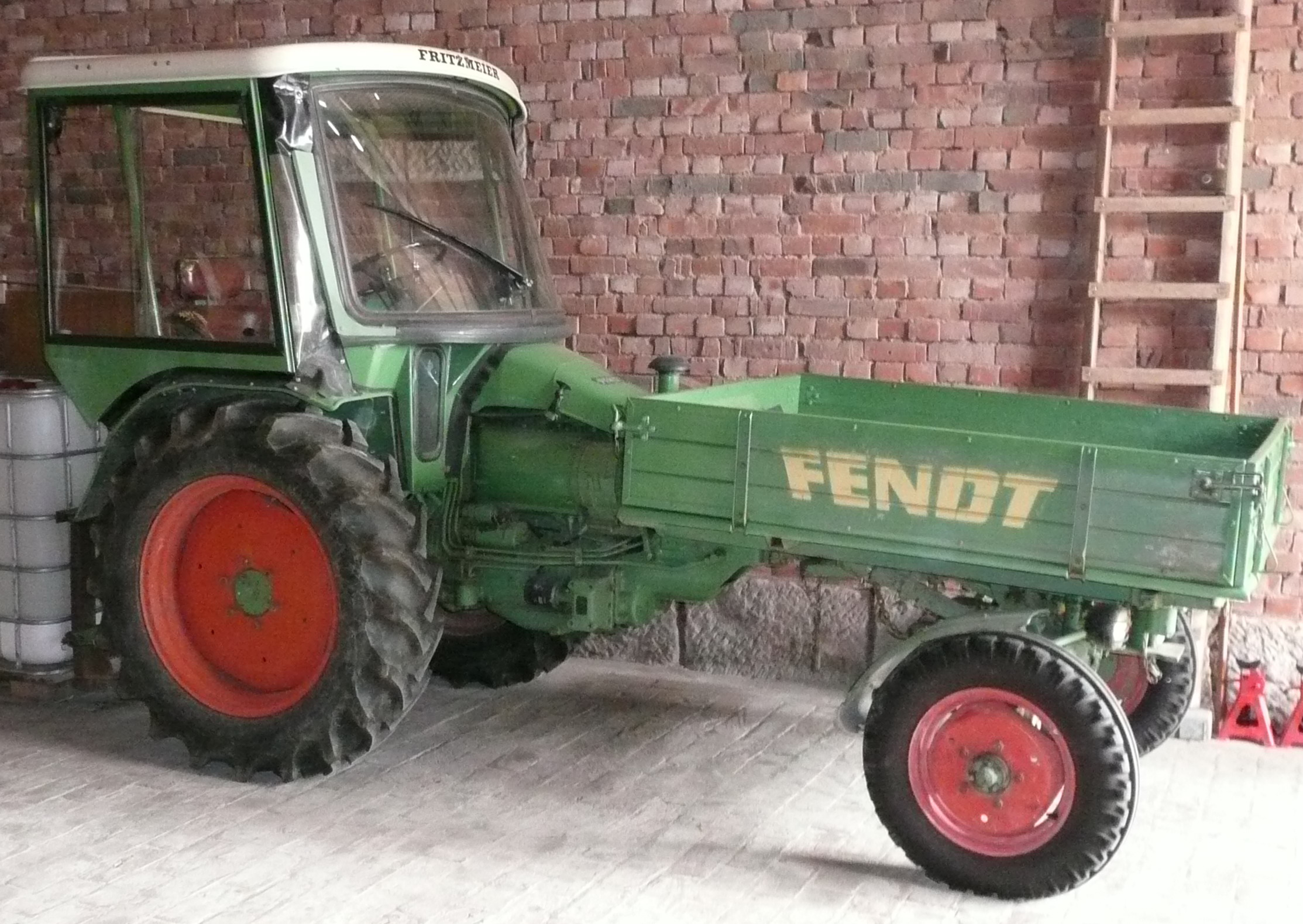
Fendt Geräteträger F 231 GT (1983) mit Fritzmeier-Verdeck

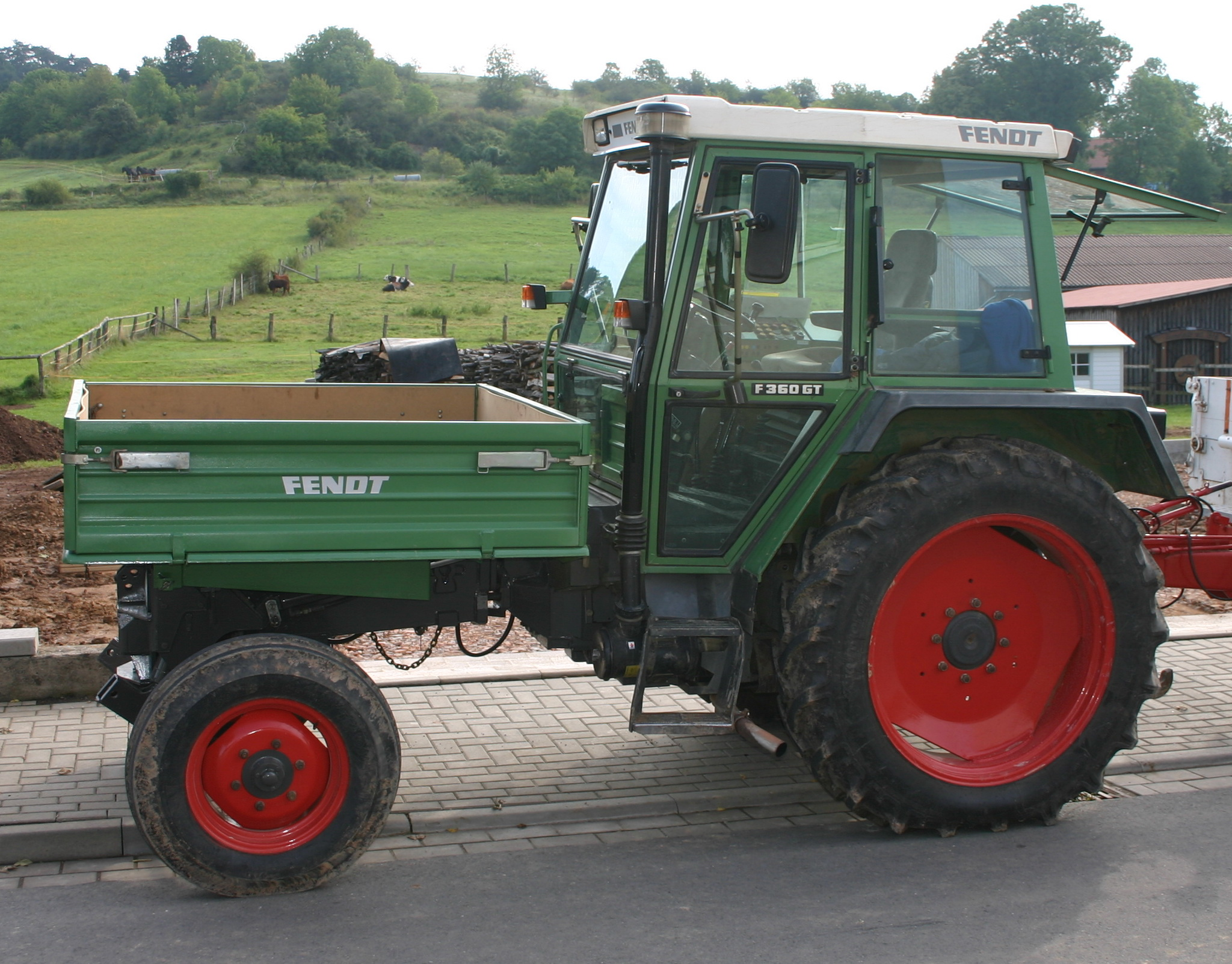
Fendt F 360 GT (1992)

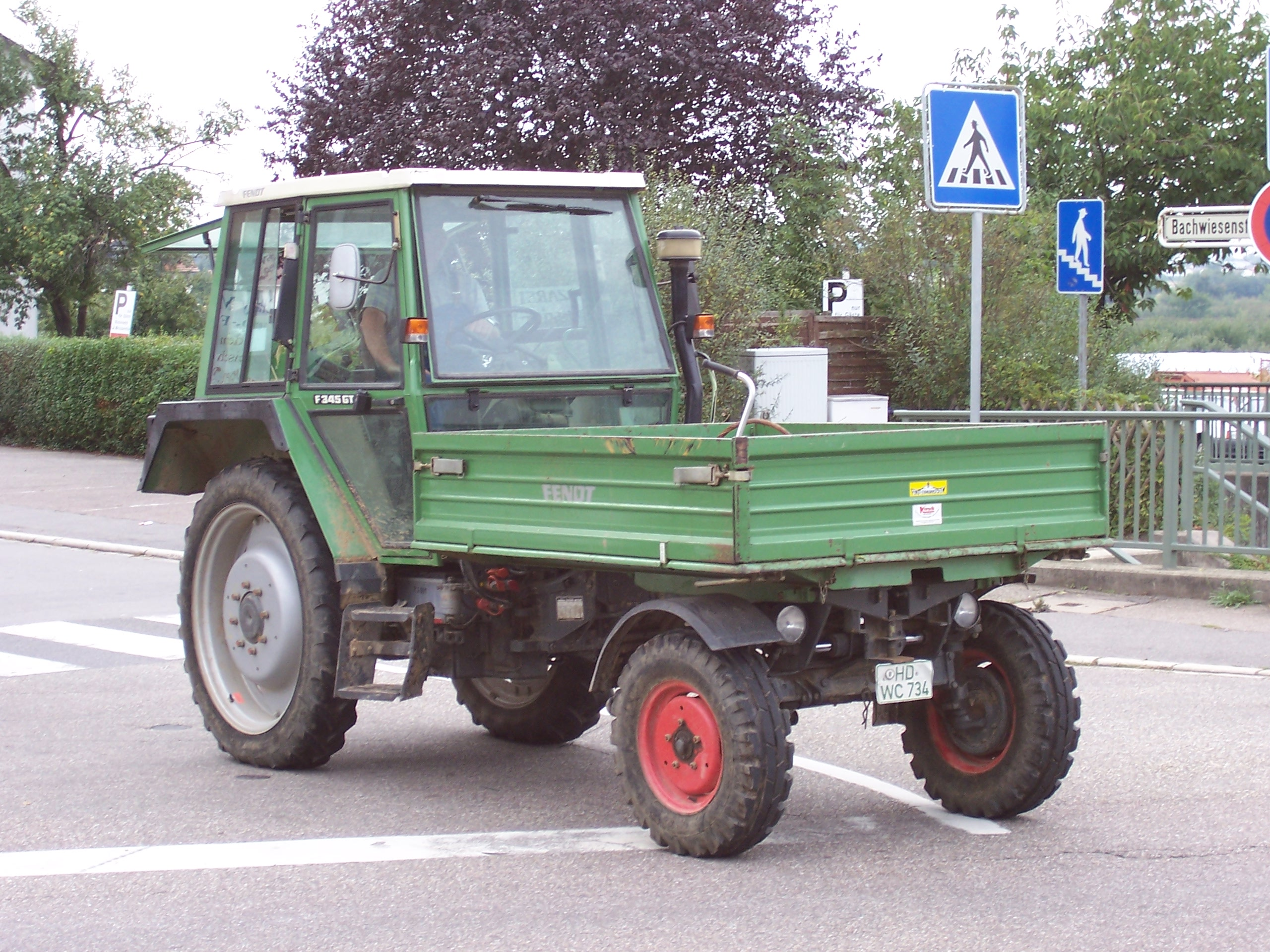
Fendt F 345 GT

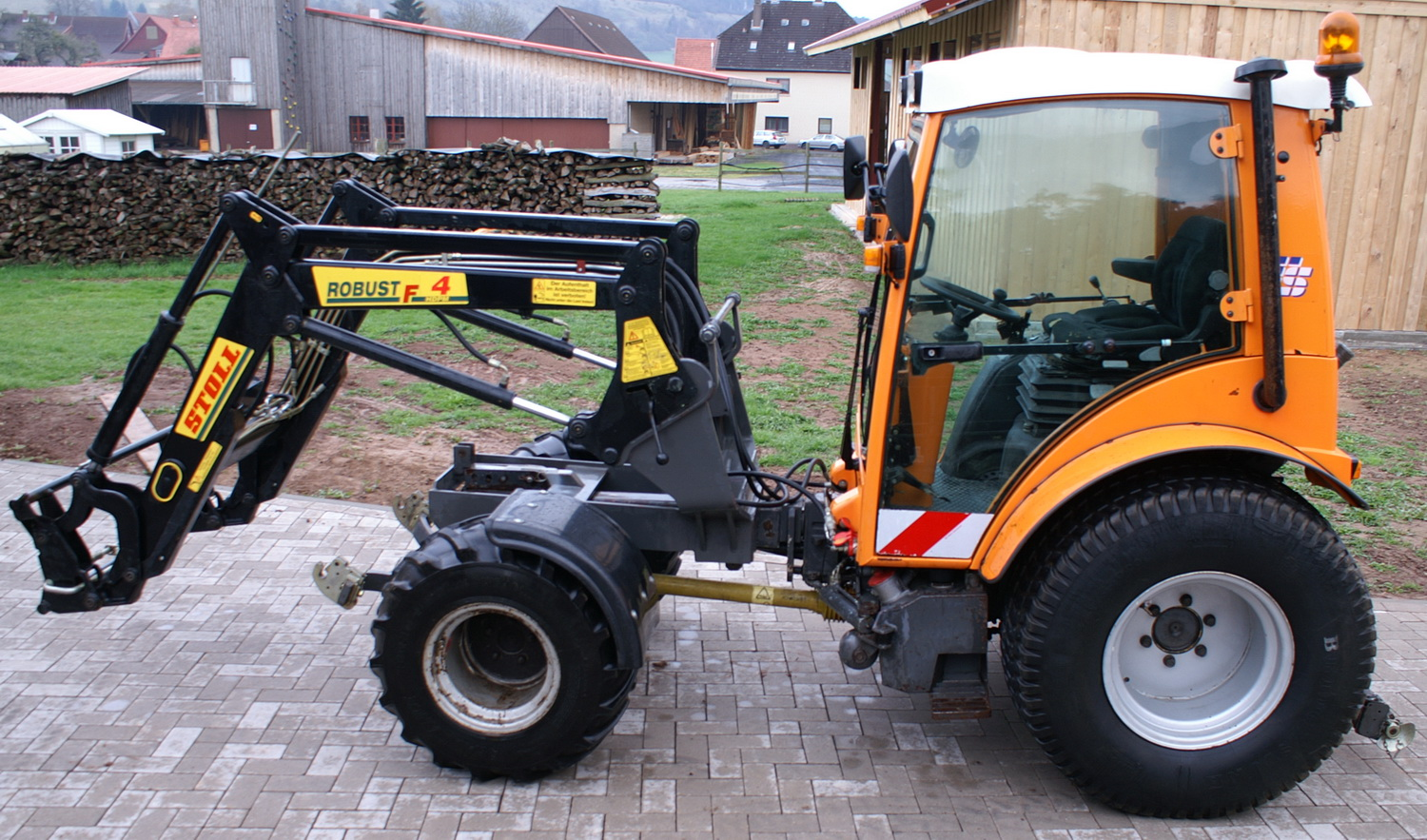
Fendt GT 150, gebaut von Tünnissen

Der Fendt GT war ein Geräteträger des Traktorenherstellers Fendt.

## Geschichte
1953 präsentierte Fendt seinen ersten Geräteträger, einen F12 GT. Die Produktion dieses Modells begann 1957. 1959 wurde Fendt der DLG-Preis für das Fendt-Einmannsystem des Geräteträgers verliehen.
Ende der 1960er Jahre wurde der 231 GT hergestellt, der erstmals einen Schnellgang mit bis zu 30 km/h hatte. In den 1970er Jahren brachte Fendt eine überarbeitete Version des GTs heraus, den F 250 GT. Bei diesem war der (nun stärkere) Motor liegend unter dem Fahrerstand angeordnet und verschwand somit völlig aus dem Blickfeld; das Getriebe war synchron und ließ sich noch über einen Wandler in zwei Stufen untersetzen.
Da die Geräteträger alle keine Kabine hatten, was mit der Zeit den Ansprüchen nicht mehr gerecht wurde, kamen Mitte der 1970er Jahre die Typen 255 und 275 GT auf den Markt, welche eine feste Kabine und sogar eine gefederte Vorderachse besaßen. Zudem gab es sie als GT mit langen Holm oder GTF (Grünland GT) mit verkürztem Holm. Ende der 1970er Jahre wurde der 275 GT dann auch als Kommunalvariante mit Allrad-Antrieb angeboten. Im Jahr 1984 wurde eine neue Baureihe vorgestellt, die GT/GTA 300, z. B. 345, 360, 380 GT/GTA. Diese wurden mit Drei- bis Vierzylindermotoren von Deutz ausgestattet, zudem wurde ein neues Getriebe verwendet, das „21/6 Gang Overdrive Vollsynchrongetriebe“, das 21 Vorwärts- und sechs Rückwärtsgänge ermöglichte. Dieses Getriebe war jedoch sehr anfällig und verschliss bei unsachgemäßem Umgang sehr schnell. Ende der 1980er wurde das Programm um die Sechszylinder GTA 390/395 erweitert, die serienmäßig mit Großraumkabine und EHR (elektronischer Steuerung für den Heckkraftheber) ausgestattet waren. 1993 wurde der Fendt Xylon präsentiert, der dem Schlüter Eurotrac ähnelte. Dieser war für die meisten Landwirte zu teuer und nicht wendig genug, weswegen er überwiegend von Kommunen benutzt wurde.
1998 wurde der GTA 380 überarbeitet, dabei wurde der Deutz-Vierzylinder mit ehedem 80 PS mit Turbolader ausgestattet und hatte somit eine Leistung von 95 PS, die Kabine wurde im Design der Baureihe des Favorit 500 C verändert. Dieser wurde dann mit dem 370 GT bis zum Produktionsende 2004 gebaut.
Die Veränderungen in der Landwirtschaft führten zu immer größeren Betrieben und Bedarf an immer größeren Maschinen. Zwar war das Einmannsystem gut durchdacht, aber zu gering motorisiert, um auf großen Höfen eingesetzt zu werden. Dadurch ging ab den 1970er Jahren der Absatz zurück. Dass die verwendeten Motoren außerdem die hohen Abgasnormen nicht erfüllen konnten, trugen ebenfalls zum Aus des Geräteträgers bei.
Eine kleinere Version des Fendt GT (GT 150) wurde ab 2000 von der Firma Tünnissen Spezialgeräte produziert.

## Aufbau
Während die Geräteträger vieler anderer Hersteller einen Rahmen aus zwei Rohren besaßen, verwendete Fendt nur einen Holm aus Vierkant-Profilstahl. Dieser Rahmen wurde auch mit einem Zentraldrehgelenk ausgestattet, sodass eine Pendelachse entfiel und sich der gerätetragende Vorderwagen dem Gelände ideal anpasste. Der Motor befand sich vor der Lenksäule, bei späteren Modellen auch unter dem Fahrerstand, was mehr Platz für den Bediener brachte.
Die Pritschen der größeren Geräteträger ab 250 GT aufwärts passten nun nicht mehr auf die kleinen Geräteträger. Frontlader und andere Aufbaugeräte der Geräteträger passten wegen des anderen Holms nicht auf die Allradgeräteträger, ebenso fiel wegen der Kardanwelle und des kurzen Radstandes der Zwischenachsanbauraum beim Allradgeräteträger weg. Lediglich in der kommunalen Variante ließ sich noch ein Planierschild unter den GTA bauen.